# Renhe
För andra betydelser, se Renhe (olika betydelser).
Renhe, tidigare stavat Jenhochen, är ett stadsdistrikt i Panzhihua i Sichuan-provinsen i sydvästra Kina.